# Синиша Николајевић
Синиша Николајевић (Пирот, 11. децембар 1914 — околина Шековића, 12. јул 1943) био је интендантски поручник Југословенске војске, учесник Народноослободилачке борбе и народни херој Југославије.

## Биографија
Рођен је 11. децембра 1914. године у Пироту. Његов отац, Стеван, био је професор немачког и латинског језика. Основну школу и гимназију учио је разним местима у Србији. Матурирао је 1933. године у Београду, у Трећој мушкој гимназији. После матуре примљен је у Војну академију, коју је завршио 1. октобра 1936. године и унапређен је у чин интендантског потпоручника. Половином 1939. године, прикључио се заврешеничкој групи коју су образована у 1. противавиноском пуку Југословенске војске а вође групе чинили су мајор Живан Кнежевић, поручник Никола Косић и други.  Дана 8. октобра исте године, распоређен је за интенданта 2. самосталног артиљеријског дивизиона. 1. октобра 1940. године, унапређен је у чин интендантског поручника.  Априлски рат 1941. године затекао га је на месту интендентског поручника Трећег артиљеријског дивизиона у Београду.
Пошто је избегао заробљавање, после капитулације, укључен је у војне формације, које је формирала Влада генерала Милана Недића. Када је у лето 1941. године, с групом официра упућен у Шабац, да потпомогне борбу против партизана, побегао је приликом пута и дошао у Жарково, код сестре. Преко зета, инжењера Василија Ивановића Цилета, секретара Првог рејонског комитета КПЈ, ступио је у везу са партизанима и отишао у Посавски партизански одред.
У Посавском партизанском одреду убрзо му је поверена дужност командира чете у Другом батаљону, а почетком новембра 1941. године је примљен у чланство Комунистичке партије Југославије. После Прве непријатељске офанзиве и повлачења главнине партизанских снага у Санџак, ступио је, у Прву пролетерску ударну бригаду, где је постављен за команданта Треће чете у Шестом београдском батаљону.
Истакао се у многим борбама, које је водила бригада, а приликом заузимања Дувна, августа 1942. године, Београдски батаљон је похваљен од стране Врховног штаба НОП и ДВЈ, а Синиша је постављен за команданта батаљона. Касније се истекао и у нападу на Теслић, 1. и 2. јануара 1943. године. Априла 1943. постављен је за заменика комадната Шесте крајишке ударне бригаде, са којом је учествовао у борбама током Пете непријатељске офанзиве. Маја 1943. године, када су уведени чинови у НОВЈ, добио је чин потпуковника.
Јула 1943. године посављен је за начелника Штаба 17. источнобосанске дивизије и поверен му је задатак да из Шековића, уз помоћ Шесте пролетерске источнобосанске ударне бригаде, пребаци велики број рањеника на Мајевицу. Када је, бригада требало да крене с рањеницима, 12. јула 1943. године, наишла је немачка „Вражја“ дивизија, из правца Тузла-Зворник. Синиша је погинуо, од гранате, у тренутку када је са члановима Штаба бригаде разгледао секцију терена, тражећи најпогодниј пут за извлачење рањеника.
Указом Председништва АВНОЈ-а постхумно је 6. јула 1945. одликован Орденом заслуга за народ првог реда, а Указом Президијума Народне скупштине ФНР Југославије 20. децембра 1951. проглашен је за народног хероја.
На општини Врачар у Београду, постоји основна школа која носи његово име.